# My Horrible Year!
My Horrible Year! es una  película televisiva del 2001 producida por Showtime, protagonizada por Allison Mack, Caterina Scorsone, y Dan Petronijevic. La película fue dirigida por Eric Stoltz, e incluye un cameo de Bret Hart, el luchador profesional. Esta producción fue filmada en Toronto.
La película fue nominada para un Premio Daytime Emmy por la dirección sobresaliente en un especial para niños y unPremio para Jóvenes Artistas por la Mejor Actuación en una Película para Televisión o un Especial de Apoyo a Jóvenes Actores.

## Sinopsis
Después de que el tío favorito de Nik (Mack), de quince años, muere, ella siente que el mundo está a punto de derrumbarse y considera el suicidio. Además de lidiar con los problemas típicos como la escuela, los matones, el uso de aparatos ortopédicos, los cambios en el cuerpo, el incesto y el cuidado de los niños, escucha por casualidad una parte de una conversación entre sus padres, lo que le hace creer que su padre tiene una aventura con su tía recientemente viuda, lo que aumenta considerablemente su estrés. Teme que sus padres se divorcien cuando cumpla dieciséis años. El único factor que le ayuda a mantener el equilibrio es la limerancia que tiene para el luchador profesional Bret Hart. Con la ayuda de sus poco convencionales amigos, Mouse y Babyface, intenta salvar el matrimonio de sus padres, así como lidiar con un horrible sarpullido.